# Березник (Жирковское сельское поселение)
Березник — упразднённая деревня в Демянском муниципальном районе Новгородской области, входила в состав Жирковского сельского поселения. Исключена из учётных данных в 2024 году.

## География
Деревня расположена близ истока реки Красота (приток Меглинки), на Валдайской возвышенности, на юго-востоке сельского поселения, к юго-востоку от административного центра сельского поселения — деревни Жирково.

## История
В списке населённых мест Демянского уезда Новгородской губернии за 1909 год деревня Березник, что указана на земле Головковского сельского общества, была на территории Ильиногорской волости; число жителей — 118, дворов — 18. По постановлению ВЦИК от 3 апреля 1924 года Ильиногорская волость была упразднена, а деревня Березник вошла в состав новообразованной Демянской волости. Население деревни Березник по переписи населения 1926 года — 133 человека. Затем, с августа 1927 года, деревня Березник в составе Пеньковского сельсовета новообразованного Демянского района новообразованного Новгородского округа в составе переименованной из Северо-Западной в Ленинградскую области. В ноябре 1928 года Пеньковский сельсовет был упразднён, а деревня вошла в состав Тарасовского сельсовета. По постановлению ЦИК и СНК СССР от 23 июля 1930 года Новгородский округ был упразднён, а район перешёл в прямое подчинение Леноблисполкому. Население деревни Березник в 1940 году — 112 человек. Германская оккупация — с августа 1941 года по январь 1943 года. Указом Президиума Верховного Совета СССР от 5 июля 1944 года была образована Новгородская область и Демянский район вошёл в её состав.
Во время неудавшейся всесоюзной реформы по делению на сельские и промышленные районы и парторганизации, в соответствии с решениями ноябрьского (1962 года) пленума ЦК КПСС «о перестройке партийного руководства народным хозяйством» с 10 декабря 1962 года был образован крупный Демянский сельский район, а административный Демянский район 1 февраля 1963 года был упразднён. Тарасовский сельсовет тогда вошёл в состав Демянского сельского района. Пленум ЦК КПСС, состоявшийся 16 ноября 1964 года восстановил прежний принцип партийного руководства народным хозяйством, после чего Указом Верховного Совета РСФСР от 12 января 1965 года сельские районы были преобразованы вновь в административные районы и решением Новгородского облисполкома № 6 от 14 января 1965 года Тарасовский сельсовет и деревня в Демянском районе.
После прекращения деятельности Тарасовского сельского Совета в начале 1990-х стала действовать Администрация Тарасовского сельсовета, которая была упразднена в начале 2006 года и деревня Березник, по результатам муниципальной реформы вошла в состав муниципального образования — Тарасовское сельское поселение Демянского муниципального района (местное самоуправление), по административно-территориальному устройству была подчинена администрации Тарасовского сельского поселения Демянского района. С 12 апреля 2010 года, после упразднения Тарасовского сельского поселения, деревня вошла в состав Жирковского сельского поселения.

## Население
| 2010 |
| ---- |
| 0    |